# Dysdera atabekia
Espèce
Dysdera atabekia est une espèce d'araignées aranéomorphes de la famille des Dysderidae.

## Distribution
Cette espèce est endémique d'Azerbaïdjan. Elle se rencontre dans les raions de Göyçay et d'Ismailli.

## Description
Le mâle holotype mesure 8,27 mm et la femelle paratype 8,78 mm.

## Systématique et taxinomie
Cette espèce a été décrite par Zamani et Marusik en 2024.

## Étymologie
Cette espèce est nommée en référence aux Atabek.

## Publication originale
- Zamani & Marusik, 2024 : « New data on Dysdera Latreille, 1804 and Harpactea Bristowe, 1939 (Araneae: Dysderidae) of the Caucasus, with new species and records » Zootaxa, no 5397(2), p. 195-217.